# Zblovice
Obec Zblovice (německy Zblowitz) se nachází v okrese Znojmo v Jihomoravském kraji. Žije zde 40 obyvatel, čímž se obec řadí mezi obce v Česku s nejnižším počtem obyvatel. Od roku 2002 leží Zblovice na severozápadním okraji krajinné památkové zóny Vranovsko-Bítovsko.
Sousedními obcemi sídla jsou Dešov, Bítov a Vysočany.

## Charakteristika
Leží na jižním úpatí Suché hory (571 m) na skalnaté terase nad meandrovitým údolím řeky Želetavky. Značně zachovaná původní zástavba je řešena jako převážně štítově řazená ulicovka, s původními půllánovými statky na hlavní návsi a domkářskými usedlostmi v boční ulici, jež se malebně svažuje k bezejmenné vodoteči. Návsi dominuje gotizující kaplička postavená ve 20. letech 20. století, obecní budova s obecním úřadem, hasičskou zbrojnicí a prodejnou potravin a malá hasičská vodní nádrž. V krátké navazující ulici se nachází hostinec U Máců s tanečním sálem. K obci náleží samota Peksův mlýn; jediným průmyslovým podnikem je lom na mramor s moderní vápenkou.
Tradičním symbolem obce zobrazeným na pečetích je vinný hrozen.

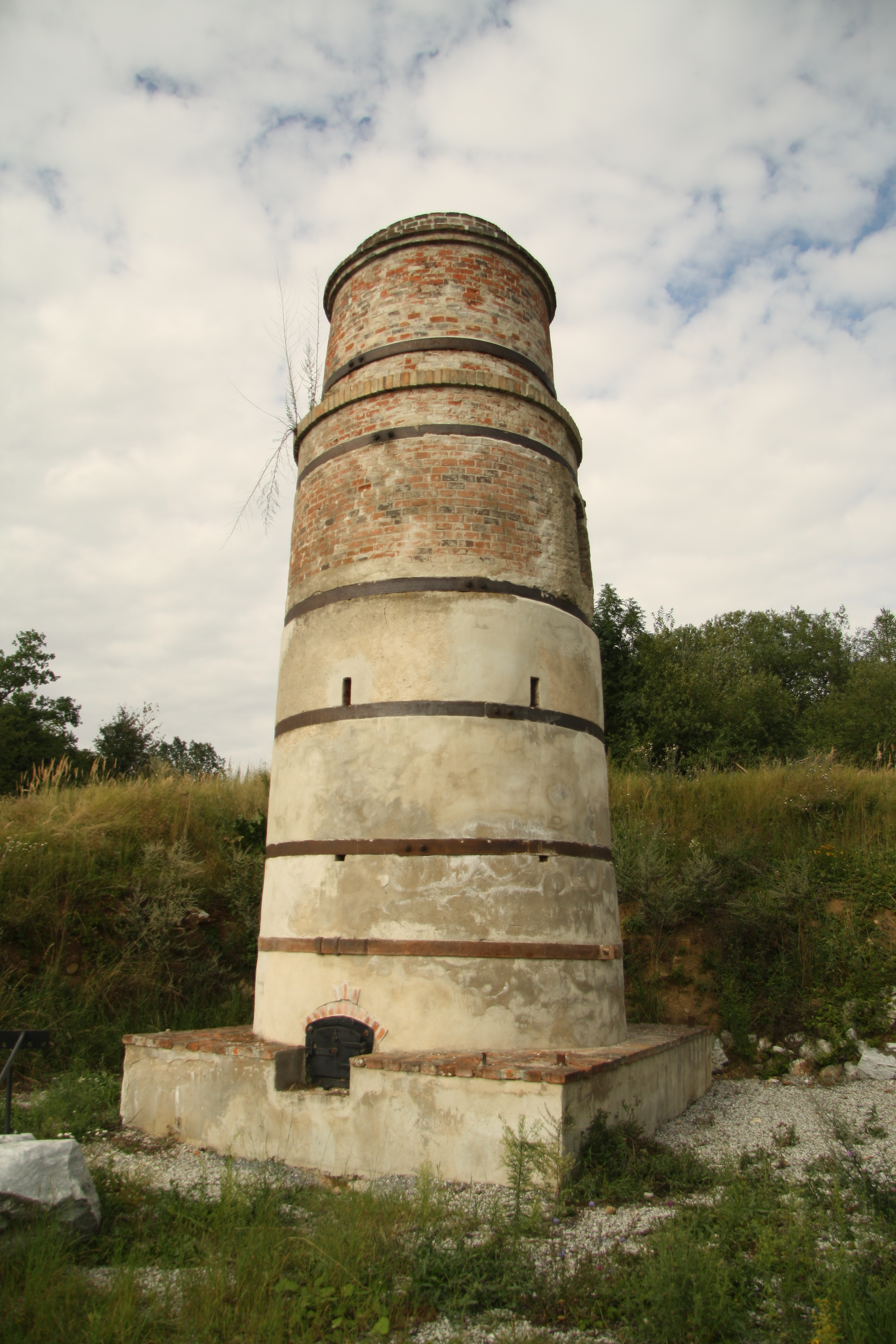
Stará vápenná pec zv. Babylón

## Historie
První písemná zmínka o obci pochází z roku 1349. Zblovice byly založeny patrně Lichtenburky na jejich lenním bítovském panství poblíž lomů na vápenec (mramor), který se zde pálil na stavební vápno. Odtud pochází i původní název Příblovice, odvozený od příbla – lopaty na vybírání vápna z pece. Jedná se o nejpozději kolonizovanou obec středověkého Bítovska, neboť zdejší půda obklopená lesy není příliš úrodná. Podle německých příjmení původních obyvatel se zdá, že Zblovice byly původně osídleny německým etnikem, každopádně podle nejstaršího urbáře bítovského panství z roku 1612 podle jmen poddaných v něm uvedených patřily Zblovice společně s obcemi Chvalatice a Velký Dešov mezi obce přibližně stejným dílem mezi smíšené, po třicetileté válce došlo na bítovském panství k celkovému počeštění, pouze obce Chvalatice a Lubnice si zachovávaly ráz se silnou německou většinou. Za nejstarší část obce se považuje devět statků s čp. 2 až 10, osazenými podle emfyteutického práva.
V první světové válce padlo 8 občanů Zblovic. V roce 1924 byla postavena silnice směrem na Chvalatice a v souvislosti se zatopením Bítova vodami Vranovské přehrady byl ke katastru obce přičleněn Peksův mlýn a část dvora Vranče (1933). Po roce 1932 zde byla dokonce načas zřízena škola. V roce 1958 byly na kraji obce postaveny budovy JZD a vesnice poprvé spojena se světem autobusovou linkou. Dnes je značná část domů využívána k chalupaření a rekreaci.

## Pamětihodnosti
- Kaple Panny Marie Růžencové – postavena v roce 1927, na oltáři obraz od Gustava Böhma. Drobná stavba se může pyšnit dvěma zvony; zatímco jeden se našel po skončení druhé světové války, byl zde již instalován druhý.
- Stará vápenná pec zv. Babylón – technická památka patrně z 19. století
- soubor staveb drobné sakrální architektury

## Přírodní památky
- U doutné skály – přírodní rezervace

## Galerie

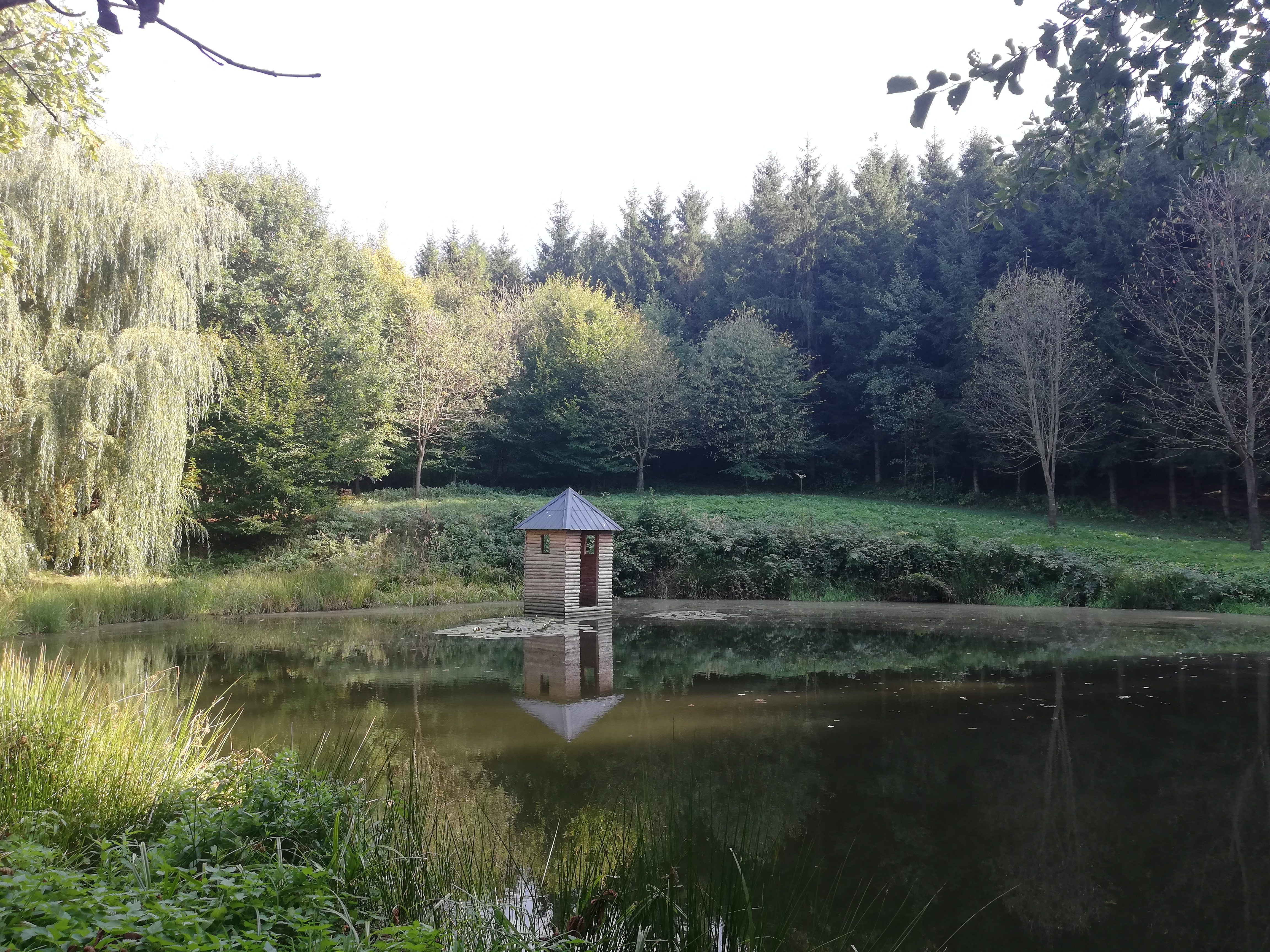
Jezírko lásky